# 奈良県道169号北宇智停車場線
奈良県道169号北宇智停車場線（ならけんどう169ごう きたうちていしゃじょうせん）は、奈良県五條市を通る一般県道である。

## 概要
JR西日本和歌山線 北宇智駅前から五條市住川町に至る。

### 路線データ
- 起点：五條市住川町（JR西日本和歌山線 北宇智駅前）
- 終点：五條市住川町（住川町交差点、国道24号交点）

## 地理

### 通過する自治体
- 奈良県
  - 五條市

### 交差する道路
| 交差する道路            | 交差する場所 | 交差する場所        |
| ----------------------- | ------------ | ------------------- |
| 国道24号 国道168号 重複 | 住川町       | 住川町交差点 / 終点 |

### 交差する鉄道
- 和歌山線

### 沿線
- JR西日本和歌山線 北宇智駅